# Lista de livros mais vendidos
Esta página lista os livros mais vendidos, tanto os volumes singulares quanto as séries literárias, de todos os tempos e em qualquer língua. "Mais vendidos" refere-se ao número estimado de cópias vendidas por cada livro, ao invés do número de livros impressos ou possuídos atualmente. Histórias em quadrinhos e livros didáticos não estão incluídos na lista. Os livros estão listados de acordo com a maior estimativa de vendas como relatado em fontes fiáveis e independentes. 
De acordo com o Livro Guinness dos Recordes, a Bíblia é o livro mais vendido de todos os tempos com mais de  5 bilhões de cópias vendidas e distribuídas. Entretanto, o livro Citações do Presidente Mao Tsé-Tung, também conhecido como "O Livro Vermelho", possui cifras de vendas e distribuição diversas, com algumas fontes reivindicando mais de 6,5 bilhões de cópias impressas, e outras citando "mais de um bilhão" de cópias oficiais entre 1966 e 1969 apenas, além de "incontáveis reimpressões locais e traduções não-oficiais." O Alcorão também é amplamente divulgado como um dos livros mais vendidos e impressos de todos, com bilhões de cópias supostamente existentes. Cifras exatas de impressão para esses e outros livros são inexistentes ou não confiáveis, já que esses tipos de livros são publicados por editoras diferentes e não relacionadas, em alguns casos no decorrer de vários séculos. Todos os livros de natureza religiosa, ideológica, filosófica ou política foram excluídos desta lista por estas razões.

## Lista de volumes singulares

### Mais de 100 milhões de cópias
| Livro                            | Autor(es)                | Língua original | Primeira publicação | Vendas aproximadas |
| -------------------------------- | ------------------------ | --------------- | ------------------- | ------------------ |
| Dom Quixote                      | Miguel de Cervantes      | espanhol        | 1612                | 500 milhões        |
| Um Conto de Duas Cidades         | Charles Dickens          | inglês          | 1859                | 200 milhões        |
| O Senhor dos Anéis               | J. R. R. Tolkien         | inglês          | 1954–1955           | 150 milhões        |
| O Pequeno Príncipe               | Antoine de Saint-Exupéry | francês         | 1943                | 140 milhões        |
| Harry Potter e a Pedra Filosofal | J. K. Rowling            | inglês          | 1997                | 107 milhões        |
| O Hobbit                         | J. R. R. Tolkien         | inglês          | 1937                | 100 milhões        |
| E não sobrou nenhum              | Agatha Christie          | inglês          | 1939                | 100 milhões        |
| O Sonho da Câmara Vermelha       | Cao Xueqin               | chinês          | 1754–1791           | 100 milhões        |
| Ela, a Feiticeira                | H. Rider Haggard         | inglês          | 1887                | 100 milhões        |
| O Código Da Vinci                | Dan Brown                | inglês          | 2003                | 100 milhões        |

### Entre 50 milhões e 100 milhões de cópias
| Livro                                       | Autor(es)                                        | Língua original | Primeira publicação | Vendas aproximadas |
| ------------------------------------------- | ------------------------------------------------ | --------------- | ------------------- | ------------------ |
| O Leão, a Feiticeira e o Guarda-Roupa       | C. S. Lewis                                      | inglês          | 1950                | 85 milhões         |
| Pense e Enriqueça                           | Napoleon Hill                                    | inglês          | 1937                | 70 milhões         |
| O Alquimista                                | Paulo Coelho                                     | português       | 1988                | 65 milhões         |
| Harry Potter e o Enigma do Príncipe         | J. K. Rowling                                    | inglês          | 2005                | 65 milhões         |
| O Apanhador no Campo de Centeio             | J. D. Salinger                                   | inglês          | 1951                | 65 milhões         |
| Harry Potter e a Câmara Secreta             | J. K. Rowling                                    | inglês          | 1998                | 60 milhões         |
| Harry Potter e o Prisioneiro de Azkaban     | J. K. Rowling                                    | inglês          | 1999                | 55 milhões         |
| Harry Potter e o Cálice de Fogo             | J. K. Rowling                                    | inglês          | 2000                | 55 milhões         |
| Harry Potter e a Ordem da Fênix             | J. K. Rowling                                    | inglês          | 2003                | 55 milhões         |
| Harry Potter e as Relíquias da Morte        | J. K. Rowling                                    | inglês          | 2007                | 50 milhões         |
| Cem Anos de Solidão                         | Gabriel García Márquez                           | espanhol        | 1967                | 50 milhões         |
| Lolita                                      | Vladimir Nabokov                                 | russo           | 1955                | 50 milhões         |
| Heidi                                       | Johanna Spyri                                    | alemão          | 1880                | 50 milhões         |
| Meu Filho, Meu Tesouro                      | Dr. Benjamin Spock                               | inglês          | 1946                | 50 milhões         |
| Anne of Green Gables                        | Lucy Maud Montgomery                             | inglês          | 1908                | 50 milhões         |
| Beleza Negra                                | Anna Sewell                                      | inglês          | 1877                | 50 milhões         |
| O Nome da Rosa                              | Umberto Eco                                      | italiano        | 1980                | 50 milhões         |
| A Águia Pousou                              | Jack Higgins                                     | inglês          | 1975                | 50 milhões         |
| Era uma Vez em Watership Down               | Richard Adams                                    | inglês          | 1972                | 50 milhões         |
| O Relatório Hite sobre sexualidade feminina | Shere Hite                                       | inglês          | 1976                | 50 milhões         |
| A Menina e o Porquinho                      | Elwyn Brooks White; ilustrado por Garth Williams | inglês          | 1952                | 50 milhões         |
| Um Safado em Dublin                         | J. P. Donleavy                                   | inglês          | 1955                | 50 milhões         |
| As Pontes de Madison                        | Robert James Waller                              | inglês          | 1992                | 50 milhões         |
| Ben-Hur: Uma História dos Tempos de Cristo  | Lew Wallace                                      | inglês          | 1880                | 50 milhões         |
| A Máscara do Zorro                          | Johnston McCulley                                | inglês          | 1924                | 50 milhões         |

### Entre 30 milhões e 50 milhões de cópias
| Livro                                            | Autor(es)                  | Língua original | Primeira publicação | Vendas aproximadas |
| ------------------------------------------------ | -------------------------- | --------------- | ------------------- | ------------------ |
| A História do Pedro Coelho                       | Beatrix Potter             | inglês          | 1902                | 45 milhões         |
| Fernão Capelo Gaivota                            | Richard Bach               | inglês          | 1970                | 44 milhões         |
| Cinquenta Tons de Cinza                          | E. L. James                | Inglês          | 2011                | 40 milhões         |
| Mensagem a Garcia                                | Elbert Hubbard             | inglês          | 1899                | 40 milhões         |
| O Mundo de Sofia                                 | Jostein Gaarder            | norueguês       | 1991                | 40 milhões         |
| O Jardim dos Esquecidos                          | V. C. Andrews              | inglês          | 1979                | 40 milhões         |
| Anjos e Demônios                                 | Dan Brown                  | inglês          | 2000                | 39 milhões         |
| Kak zakalyalas' stal'; Assim Foi Temperado O Aço | Nikolai Ostrovsky          | russo           | 1932                | 36,4 milhões       |
| Voyna i mir; Guerra e Paz                        | Leo Tolstoy                | russo           | 1869                | 36 milhões         |
| As Aventuras de Pinóquio                         | Carlo Collodi              | italiano        | 1881                | 35 milhões         |
| Você pode curar sua vida                         | Louise Hay                 | inglês          | 1984                | 35 milhões         |
| Seus Pontos Fracos                               | Wayne Dyer                 | inglês          | 1976                | 35 milhões         |
| O Falecido Grande Planeta Terra                  | Hal Lindsey, C. C. Carlson | inglês          | 1970                | 35 milhões         |
| Caim e Abel                                      | Jeffrey Archer             | inglês          | 1979                | 34 milhões         |
| Pássaros Feridos                                 | Colleen McCullough         | inglês          | 1977                | 33 milhões         |
| O Vale das Bonecas                               | Jacqueline Susann          | inglês          | 1966                | 31 milhões         |
| Em Seus Passos o Que Faria Jesus?                | Charles Sheldon            | inglês          | 1896                | 30 milhões         |
| O Sol é Para Todos                               | Harper Lee                 | inglês          | 1960                | 30 milhões         |
| O Símbolo Perdido                                | Dan Brown                  | inglês          | 2009                | 30 milhões         |
| ...E o Vento Levou                               | Margaret Mitchell          | inglês          | 1936                | 30 milhões         |
| Diário de Anne Frank                             | Anne Frank                 | neerlandês      | 1947                | 30 milhões         |
| Uma Vida com Propósitos                          | Rick Warren                | inglês          | 2002                | 30 milhões         |
| A Descarada                                      | William Bradford Huie      | inglês          | 1951                | 30 milhões         |
| Os Homens que Não Amavam as Mulheres             | Stieg Larsson              | sueco           | 2005                | 30 milhões         |
| Uma Lagarta Muito Comilona                       | Eric Carle                 | inglês          | 1969                | 30 milhões         |

### Entre 20 milhões e 30 milhões de cópias
| Livro                                          | Autor(es)                        | Língua original | Primeira publicação | Vendas aproximadas |
| ---------------------------------------------- | -------------------------------- | --------------- | ------------------- | ------------------ |
| A Jovem Guarda                                 | Alexander Alexandrovich Fadeyev  | russo           | 1945                | 26 milhões         |
| Quem Mexeu no Meu Queijo?                      | Spencer Johnson                  | inglês          | 1998                | 26 milhões         |
| O Grande Gatsby                                | F. Scott Fitzgerald              | inglês          | 1925                | 25 milhões         |
| O Vento nos Salgueiros                         | Kenneth Grahame                  | inglês          | 1908                | 25 milhões         |
| Mil Novecentos e Oitenta e Quatro              | George Orwell                    | inglês          | 1949                | 25 milhões         |
| Uma breve história do tempo                    | Stephen Hawking                  | Inglês          | 1988                | 25 milhões         |
| Os Sete Hábitos das Pessoas Altamente Eficazes | Stephen R. Covey                 | inglês          | 1989                | 25 milhões         |
| Podnyataya Tselina; Virgin Soil Upturned       | Mikhail Sholokhov                | russo           | 1935                | 24 milhões         |
| A Profecia Celestina                           | James Redfield                   | inglês          | 1993                | 23 milhões         |
| Jogos Vorazes                                  | Suzanne Collins                  | inglês          | 2008                | 23 milhões         |
| Dyadya Styopa; Tio Styopa                      | Sergey Mikhalkov                 | russo           | 1936                | 21 milhões         |
| O Poderoso Chefão                              | Mario Puzo                       | inglês          | 1969                | 21 milhões         |
| Uma História de Amor                           | Erich Segal                      | inglês          | 1970                | 21 milhões         |
| 狼图腾 O Totem do Lobo                         | Jiang Rong                       | chinês          | 2004                | 20 milhões         |
| A Aliciadora Feliz                             | Xaviera Hollander                | inglês          | 1971                | 20 milhões         |
| Tubarão                                        | Peter Benchley                   | inglês          | 1974                | 20 milhões         |
| Love You Forever                               | Robert Munsch                    | inglês          | 1986                | 20 milhões         |
| The Women's Room                               | Marilyn French                   | inglês          | 1977                | 20 milhões         |
| O Que Esperar Quando Você Está Esperando       | Arlene Eisenberg e Heidi Murkoff | inglês          | 1984                | 20 milhões         |
| As Aventuras de Huckleberry Finn               | Mark Twain                       | inglês          | 1885                | 20 milhões         |
| O diário secreto de um adolescente             | Sue Townsend                     | inglês          | 1982                | 20 milhões         |
| A Expedição Kon-Tiki                           | Thor Heyerdahl                   | norueguês       | 1950                | 20 milhões         |
| O Bom Soldado Švejk                            | Jaroslav Hašek                   | tcheco          | 1923                | 20 milhões         |
| Onde Vivem os Monstros                         | Maurice Sendak                   | inglês          | 1963                | 20 milhões         |
| O Poder do Pensamento Positivo                 | Norman Vincent Peale             | inglês          | 1952                | 20 milhões         |
| A Cabana                                       | William P. Young                 | inglês          | 2007                | 20 milhões         |
| O Segredo                                      | Rhonda Byrne                     | inglês          | 2006                | 20 milhões         |
| Fear of Flying                                 | Erica Jong                       | inglês          | 1973                | 20 milhões         |
| Duna                                           | Frank Herbert                    | inglês          | 1965                | 20 milhões         |

### Entre 10 milhões e 20 milhões de cópias
| Livro                                     | Autor(es)              | Língua original | Primeira publicação | Vendas aproximadas                  |
| ----------------------------------------- | ---------------------- | --------------- | ------------------- | ----------------------------------- |
| A Culpa É das Estrelas                    | John Green             | inglês          | 2012                | 18,5 milhões                        |
| Boa Noite Lua                             | Margaret Wise Brown    | inglês          | 1947                | 16 milhões                          |
| A História Sem Fim                        | Michael Ende           | alemão          | 1979                | 16 milhões                          |
| Adivinha Quanto Eu Te Amo                 | Sam McBratney          | inglês          | 1994                | 15 milhões                          |
| Xógum - A Gloriosa Saga do Japão          | James Clavell          | inglês          | 1975                | 15 milhões                          |
| The Poky Little Puppy                     | Janette Sebring Lowrey | inglês          | 1942                | 15 milhões                          |
| Os Pilares da Terra                       | Ken Follett            | inglês          | 1989                | 15 milhões                          |
| Como Fazer Amigos e Influenciar Pessoas   | Dale Carnegie          | inglês          | 1936                | 15 milhões                          |
| O Perfume                                 | Patrick Süskind        | alemão          | 1985                | 15 milhões                          |
| As Vinhas da Ira                          | John Steinbeck         | inglês          | 1939                | 15 milhões                          |
| O Encantador de Cavalos                   | Nicholas Evans         | inglês          | 1995                | 15 milhões                          |
| A Sombra do Vento                         | Carlos Ruiz Zafón      | espanhol        | 2001                | 15 milhões                          |
| Totto-chan, the Little Girl at the Window | Tetsuko Kuroyanagi     | japonês         | 1981                | 14,36 milhões                       |
| O Guia do Mochileiro das Galáxias         | Douglas Adams          | inglês          | 1979                | 14 milhões                          |
| As Terças com Morrie                      | Mitch Albom            | inglês          | 1997                | 14 milhões                          |
| O Pequeno Rincão de Deus                  | Erskine Caldwell       | inglês          | 1933                | 14 milhões                          |
| Va' dove ti porta il cuore                | Susanna Tamaro         | italiano        | 1994                | 14 milhões                          |
| Uma Dobra no Tempo                        | Madeleine L'Engle      | inglês          | 1962                | 14 milhões                          |
| O Velho e o Mar                           | Ernest Hemingway       | inglês          | 1952                | 13 milhões                          |
| The Outsiders                             | S. E. Hinton           | inglês          | 1967                | 13 milhões                          |
| A Fantástica Fábrica de Chocolate         | Roald Dahl             | inglês          | 1964                | 13 milhões                          |
| Vida depois da Vida                       | Raymond Moody          | inglês          | 1975                | 13 milhões                          |
| Norwegian Wood                            | Haruki Murakami        | japonês         | 1987                | 12 milhões                          |
| Peyton Place                              | Grace Metalious        | inglês          | 1956                | 12 milhões                          |
| A Peste                                   | Albert Camus           | francês         | 1947                | 12 milhões                          |
| Humanidade Perdida                        | Osamu Dazai            | japonês         | 1948                | 12 milhões                          |
| O Macaco Nu                               | Desmond Morris         | inglês          | 1968                | 12 milhões                          |
| Em Busca de Sentido                       | Viktor Frankl          | alemão          | 1946                | 12 milhões                          |
| Divina Comédia                            | Dante Alighieri        | italiano        | 1304                | 11-12 milhões (durante o século XX) |
| O Mundo Se Despedaça                      | Chinua Achebe          | inglês          | 1958                | 11 milhões                          |
| O Profeta                                 | Khalil Gibran          | Inglês          | 1923                | 11 milhões                          |
| O Exorcista                               | William Peter Blatty   | inglês          | 1971                | 11 milhões                          |
| O Grufalo                                 | Julia Donaldson        | inglês          | 1999                | 10.5 milhões                        |
| Ardil 22                                  | Joseph Heller          | inglês          | 1961                | 10 milhões                          |
| O Buraco da Agulha                        | Ken Follett            | inglês          | 1978                | 10 milhões                          |
| O Gato com Chapéu                         | Dr. Seuss              | inglês          | 1957                | 10 milhões                          |
| Uma Vida Interrompida                     | Alice Sebold           | inglês          | 2002                | 10 milhões                          |
| (Cisnes Selvagens)                        | Jung Chang             | inglês          | 1992                | 10 milhões                          |
| Santa Evita                               | Tomás Eloy Martínez    | espanhol        | 1995                | 10 milhões                          |
| A Noite                                   | Elie Wiesel            | Iídiche         | 1958                | 10 milhões                          |
| O Caçador de Pipas                        | Khaled Hosseini        | inglês          | 2003                | 10 milhões                          |
| Confucius from the Heart                  | Yu Dan                 | chinês          | 2006                | 10 milhões                          |
| A Mulher Total                            | Marabel Morgan         | inglês          | 1974                | 10 milhões                          |
| Knowledge-value Revolution                | Taichi Sakaiya         | japonês         | 1985                | 10 milhões                          |
| Problems in China's Socialist Economy     | Xue Muqiao             | chinês          | 1979                | 10 milhões                          |
| What Color is Your Parachute?             | Richard Nelson Bolles  | inglês          | 1970                | 10 milhões                          |
| Dieta Dukan                               | Pierre Dukan           | francês         | 2000                | 10 milhões                          |
| Os Prazeres do Sexo                       | Alex Comfort           | inglês          | 1972                | 10 milhões                          |
| The Gospel According to Peanuts           | Robert L. Short        | inglês          | 1965                | 10 milhões                          |
| A Vida de Pi                              | Yann Martel            | inglês          | 2001                | 10 milhões                          |
| O Doador                                  | Lois Lowry             | inglês          | 1993                | 10 milhões                          |

## Lista de séries literárias mais vendidas

### Mais de 100 milhões de cópias
Importante ressaltar que One Piece consta em primeiro lugar, porém não é um livro e sim um mangá. Logo, Harry Potter está em primeiro lugar como série de livros mais vendida. 
| Série de livro                        | Autor(es)                                        | Língua original | No. de volumes          | Primeira publicação | Vendas aproximadas |
| ------------------------------------- | ------------------------------------------------ | --------------- | ----------------------- | ------------------- | ------------------ |
| One Piece                             | Eiichiro Oda                                     | japonês         | 103                     | 1997-presente       | 516 milhões        |
| Harry Potter                          | J.K. Rowling                                     | inglês          | 7 + 4 adicionais        | 1997–2008           | 500 milhões        |
| Goosebumps                            | R. L. Stine                                      | inglês          | 62 + séries de spin-off | 1992–1997–presente  | 350 milhões        |
| Dragon Ball                           | Akira Toriyama                                   | japonês         | 42                      | 1984 - 1995         | +300 milhões       |
| Perry Mason                           | Erle Stanley Gardner                             | inglês          | 82 + 4 histórias curtas | 1933–1973           | 300 milhões        |
| Berenstain Bears                      | Stan and Jan Berenstain                          | inglês          | mais de 300             | 1962–presente       | 260 milhões        |
| Choose Your Own Adventure             | vários autores                                   | inglês          | 185                     | 1979–1998           | 250 milhões        |
| Sweet Valley High                     | Francine Pascal e ghostwriters                   | inglês          | 400                     | 1983–2003           | 250 milhões        |
| Noddy                                 | Enid Blyton                                      | inglês          | 24                      | 1949–presente       | 200 milhões        |
| Nancy Drew                            | vários autores como Carolyn Keene                | inglês          | 175                     | 1930–presente       | 200 milhões        |
| The Railway Series                    | Rev. W. Awdry, Christopher Awdry                 | Inglês          | 41                      | 1945–2011           | 200 milhões        |
| San-Antonio                           | Frédéric Dard                                    | francês         | 173                     | 1949–2001           | 200 milhões        |
| Robert Langdon                        | Dan Brown                                        | inglês          | 5                       | 2000–presente       | 200 milhões        |
| The Baby-sitters Club                 | Ann Martin                                       | Inglês          | 335                     | 1986–presente       | 172 milhões        |
| O Diário de um Banana (série)         | Jeff Kinney                                      | inglês          | 12                      | 2007–presente       | 164 milhões        |
| Star Wars                             | vários autores                                   | inglês          | mais de 300             | 1977–presente       | 160 milhões        |
| Little Critter                        | Mercer Mayer                                     | inglês          | mais de 200             | 1975–presente       | 150 milhões        |
| A História do Coelho Pedro            | Beatrix Potter                                   | inglês          | 6                       | 1902–1930           | 150 milhões        |
| American Girl                         | vários autores                                   | inglês          |                         | 1986–presente       | 140 milhões        |
| Canja de Galinha: Assuntos de Família | Jack Canfield, Mark Victor Hansen                | inglês          | 105                     | 1997–presente       | 130 milhões        |
| Frank Merriwell                       | Gilbert Patten                                   | inglês          | 209                     | 1896–presente       | 125 milhões        |
| Cinquenta Tons de Cinza               | E. L. James                                      | inglês          | 4                       | 2011–2015           | 125 milhões        |
| Dirk Pitt                             | Clive Cussler                                    | inglês          | 19                      | 1973–presente       | 120 milhões        |
| 宮本武蔵 (Musashi)                    | Eiji Yoshikawa                                   | japonês         | 7                       | 1935–1939           | 120 milhões        |
| As Crônicas de Nárnia                 | C. S. Lewis                                      | inglês          | 7                       | 1949–1954           | 120 milhões        |
| Mr. Men                               | Roger Hargreaves, Adam Hargreaves                | inglês          | 43                      | 1971–presente       | 120 milhões        |
| Crepúsculo                            | Stephenie Meyer                                  | inglês          | 5 + 1 Novela + 1 Guia   | 2005–2015           | 120 milhões        |
| Clifford, o Gigante Cão Vermelho      | Norman Bridwell                                  | inglês          |                         | 1963–presente       | 110 milhões        |
| Dragonlance                           | Margaret Weiss and Tracy Hickman, vários autores | inglês          | mais de 200 novelas     | 1980–Presente       | 100 milhões        |
| James Bond                            | Ian Fleming                                      | inglês          | 14                      | 1953–1966           | 100 milhões        |
| Martine                               | Gilbert Delahaye, Marcel Marlier                 | francês         | 60                      | 1954–presente       | 100 milhões        |

### Entre 50 milhões e 100 milhões de cópias
| Série de livro                                   | Autor(es)                                   | Língua original | No. de volumes              | Primeira publicação | Vendas aproximadas |
| ------------------------------------------------ | ------------------------------------------- | --------------- | --------------------------- | ------------------- | ------------------ |
| Nijntje (Miffy)                                  | Dick Bruna                                  | neerlandês      | 119                         | 1955–presente       | 85 milhões         |
| Trilogia Jogos Vorazes                           | Suzanne Collins                             | inglês          | 4                           | 2008–2020           | 85 milhões         |
| Alex Cross                                       | James Patterson                             | inglês          | 21                          | 1993–presente       | 81 milhões         |
| Rua do Medo                                      | R. L. Stine                                 | inglês          | 114                         | 1989–presente       | 80 milhões         |
| Trilogia Millennium                              | Stieg Larsson                               | sueco           | 3                           | 2005–2007           | 80 milhões         |
| Pippi Långstrump (Píppi Meialonga)               | Astrid Lindgren                             | sueco           | 3 + 3 livro de figuras      | 1945–2001           | 80 milhões         |
| Crônicas Vampirescas                             | Anne Rice                                   | inglês          | 13                          | 1976–presente       | 80 milhões         |
| A Roda do Tempo                                  | Robert Jordan, Brandon Sanderson            | inglês          | 15                          | 1990–2013           | 80 milhões         |
| OSS 117                                          | Jean Bruce                                  | francês         | 265                         | 1949–1992           | 75 milhões         |
| O Ursinho Puff                                   | A. A. Milne; Ilustrado por E. H. Shepard    | Inglês          | 2                           | 1926–1928           | 70 milhões         |
| Discworld                                        | Terry Pratchett                             | inglês          | 41                          | 1983–2015           | 70 milhões         |
| Magic Tree House                                 | Mary Pope Osborne                           | inglês          | 56                          | 1992–presente       | 70 milhões         |
| Left Behind                                      | Tim LaHaye, Jerry B. Jenkins                | Inglês          | 16                          | 1996–2007           | 65 milhões         |
| Desventuras em Série                             | Lemony Snicket pseudônimo de Daniel Handler | inglês          | 13                          | 1999–2006           | 65 milhões         |
| Uma Pequena Casa na Campina                      | Laura Ingalls Wilder                        | inglês          | 12                          | 1932–2006           | 60 milhões         |
| Jack Reacher                                     | Lee Child                                   | inglês          | 16                          | 1997–presente       | 60 milhões         |
| As Crônicas de Gelo e Fogo                       | George R. R. Martin                         | Inglês          | Atualmente 5; 7 planejados. | 1996–presente       | 60 milhões         |
| Onde Está Wally?                                 | Martin Handford                             | inglês          | 13                          | 1987–presente       | 55 milhões         |
| Os Homens São de Marte, as Mulheres São de Vênus | John Gray                                   | inglês          | 15                          | 1992–presente       | 50 milhões         |
| The Hardy Boys                                   | vários autores como Franklin W. Dixon       | inglês          | 190                         | 1927–presente       | 50 milhões         |
| The Bobbsey Twins                                | vários autores como Laura Lee Hope          | inglês          | 72                          | 1904–1979           | 50 milhões         |
| Tarzan                                           | Edgar Rice Burroughs                        | inglês          | 26                          | 1914–1995           | 50 milhões         |

### Entre 30 milhões e 50 milhões de cópias
| Série de livro                                       | Autor(es)                                     | Língua original | No. de volumes    | Primeira publicação | Vendas aproximadas |
| ---------------------------------------------------- | --------------------------------------------- | --------------- | ----------------- | ------------------- | ------------------ |
| Os Filhos da Terra                                   | Jean M. Auel                                  | inglês          | 6                 | 1980–2011           | 45 milhões         |
| A Child's First Library Of Learning                  | Vários autores                                | inglês          | 29                | 1980-               | 45 milhões         |
| Junie B. Jones                                       | Barbara Park                                  | inglês          | 30                | 1992–               | 44 milhões         |
| Harry Bosch                                          | Michael Connelly                              | inglês          | 15                | 1992–               | 42 milhões         |
| Harry Hole                                           | Jo Nesbø                                      | norueguês       | 9                 | 1997–presente       | 40 milhões         |
| 连环画 铁道游击队 (Livro ilustrado Railway Guerilla) | autor original: Liu Zhixia                    | chinês          | 10                | 1955–1962           | 36.52 milhões      |
| Os Instrumentos Mortais                              | Cassandra Clare                               | inglês          | 10 + 5 adicionais | 2007–presente       | 36 milhões         |
| かいけつゾロリ (Kaiketsu Zorori)                     | Yutaka Hara                                   | japonês         | 60                | 1987–presente       | 35 milhões         |
| As Aventuras de Paddington                           | Michael Bond                                  | inglês          | 70                | 1958–presente       | 35 milhões         |
| Ciclo da Herança                                     | Christopher Paolini                           | inglês          | 4                 | 2002–2011           | 33 milhões         |
| 徳川家康 (Tokugawa Ieyasu)                           | Sohachi Yamaoka                               | japonês         | 26                | 1950–1967           | 30 milhões         |
| Ramona                                               | Beverly Cleary                                | inglês          | 8                 | 1955–1999           | 30 milhões         |
| A Torre Negra                                        | Stephen King                                  | inglês          | 8                 | 1982–2012           | 30 milhões         |
| The Destroyer                                        | Warren Murphy e Richard Sapir, vários autores | inglês          | 150               | 1971–presente       | 30 milhões         |

### Entre 20 milhões e 30 milhões de cópias
| Série de livro                                    | Autor(es)                        | Llíngua original | No. de volumes | Primeira publicação | Vendas aproximadas                |
| ------------------------------------------------- | -------------------------------- | ---------------- | -------------- | ------------------- | --------------------------------- |
| ノンタン (Nontan)                                 | Sachiko Kiyono                   | japonês          | 25             | 1976–2006           | 28 milhões                        |
| George, O Curioso                                 | Hans Augusto Rey and Margret Rey | inglês           | 58             | 1941–presente       | 27 milhões                        |
| グイン・サーガ (Guin Saga)                        | Kaoru Kurimoto                   | japonês          | 118            | 1979–2009           | 26 milhões                        |
| As Aventuras do Capitão Cueca                     | Dav Pilkey                       | Inglês           |                | 1997–presente       | 26 milhões                        |
| 三毛猫ホームズシリーズ (Calico Cat Holmes series) | Jirō Akagawa                     | japonês          | 43             | 1978–presente       | 26 milhões                        |
| Pai Rico, Pai Pobre                               | Robert Kiyosaki, Sharon Lechter  | inglês           | 18             | 1997–               | 26 milhões                        |
| Kurt Wallander                                    | Henning Mankell                  | Sueco            | 10             | 1991–2002           | 25 milhões                        |
| Sagaen om Isfolket (The Legend of the Ice People) | Margit Sandemo                   | norueguês        | 47             | 1982–1989           | 25 milhões                        |
| A Espada da Verdade                               | Terry Goodkind                   | inglês           | 12             | 1998–presente       | 25 milhões                        |
| Outlander                                         | Diana Gabaldon                   | inglês           | 8              | 1991–presente       | 25 milhões                        |
| Dork Diaries                                      | Rachel Renée Russell             | Inglês           | 9              | 2009–presente       | 25 milhões                        |
| 鬼平犯科帳 (Onihei Hankachō)                      | Shōtarō Ikenami                  | japonês          | 24             | 1968–1990           | 24.4 milhões, somente em bunkobon |
| Brain Quest series                                | Vários autores                   | inglês           |                | 1992–presente       | 23.7 milhões                      |
| Dieta de South Beach                              | Arthur Agatston                  | inglês           | 6              | 2003–presente       | 22 milhões                        |
| 竜馬がゆく (Ryoma ga Yuku)                        | Ryōtarō Shiba                    | japonês          | 5              | 1963–1966           | 21.5 million                      |
| Artemis Fowl                                      | Eoin Colfer                      | inglês           | 8              | 2001–2012           | 21 milhões                        |
| ズッコケ三人組 (Zukkoke Sanningumi)               | Masamoto Nasu                    | japonês          | 50             | 1978–2004           | 21 milhões                        |
| Shannara                                          | Terry Brooks                     | inglês           | 20             | 1977–presente       | 21 milhões                        |
| Découvertes Gallimard                             | vários autores                   | francês          | mais de 700    | 1986–presente       | mais de 20 milhões                |
| Redwall                                           | Brian Jacques                    | inglês           | 22             | 1986–2011           | 20 milhões                        |
| Maisy                                             | Lucy Cousins                     | Inglês           | 23             | 1990–presente       | 20 milhões                        |
| Dragonlance                                       | vários autores                   | Inglês           | mais de 150    | 1984–presente       | 20 milhões                        |
| 幻魔大戦 (Genma Taisen)                           | Kazumasa Hirai                   | japonês          | 20             | 1979–1983           | 20 milhões                        |
| 青春の門 (The Gate of Youth)                      | Hiroyuki Itsuki                  | japonês          |                | 1970–presente       | 20 milhões                        |
| Série da Fundação                                 | Isaac Asimov                     | Inglês           | 3              | 1950–1953           | 20 milhões                        |
| Percy Jackson & os Olimpianos                     | Rick Riordan                     | Inglês           | 5              | 2005–2009           | 20 milhões                        |
| Horrible Histories                                | Terry Deary                      | Inglês           | 24             | 1993–presente       | 20 milhões                        |
| Rainbow Magic                                     | Daisy Meadows                    | Inglês           | 80+            | 2003–presente       | 20 million                        |
| Morgan Kane                                       | Louis Masterson                  | norueguês        | 90             | 1966–               | 20 milhões                        |
| As Crônicas de Sookie Stackhouse                  | Charlaine Harris                 | inglês           | 13             | 2001–2013           | 20 milhões                        |
| Divergente (trilogia)                             | Veronica Roth                    | inglês           | 3              | 2011–2013           | 20 milhões                        |

### Entre 15 milhões e 20 milhões de cópias
| Série de livro                                 | Autor(es)                                          | Língua original | No. de volumes | Primeira publicação | Vendas aproximadas |
| ---------------------------------------------- | -------------------------------------------------- | --------------- | -------------- | ------------------- | ------------------ |
| 科学のアルバム (Kagaku no album)               | vários autores                                     | japonês         |                | 1970–presente       | 19 milhões         |
| 剣客商売 (Kenkaku Shobai)                      | Shotaro Ikenami                                    | japonês         | 18             | 1972–1989           | 18 milhões         |
| Erast Fandorin                                 | Boris Akunin                                       | russo           | 12             | 1998–presente       | 18 milhões         |
| 吸血鬼ハンターD (Vampire Hunter D)             | Hideyuki Kikuchi                                   | japonês         | 17             | 1983–presente       | 17 milhões         |
| ソードアート・オンライン (Sword Art Online)    | Reki Kawahara                                      | japonês         | 15+3           | 2008–presente       | 16.7 milhões       |
| 涼宮ハルヒシリーズ (Suzumiya Haruhi no Yūutsu) | Nagaru Tanigawa                                    | japonês         | 11             | 2003–presente       | 16.5 milhões       |
| O Guia do Mochileiro das Galáxias              | Douglas Adams, mais um livro final por Eoin Colfer | inglês          | 6              | 1979–2008           | 16 milhões         |
| Bridget Jones                                  | Helen Fielding                                     | inglês          | 2              | 1996–presente       | 15 milhões         |
| The Riftwar Cycle                              | Raymond E. Feist                                   | Inglês          | 25             | 1982–presente       | 15 milhões         |
| The No. 1 Ladies Detective Agency              | Alexander McCall Smith                             | Inglês          | 9              | 1999–presente       | 15 milhões         |
| ぼくらシリーズ (Bokura series)                 | Osamu Soda                                         | japonês         | 36             | 1985–presente       | 15 milhões         |
| Fronteiras do Universo                         | Philip Pullman                                     | inglês          | 3              | 1995–2000           | 15 milhões         |
| 銀河英雄伝説 (Legend of the Galactic Heroes)   | Yoshiki Tanaka                                     | japonês         | 14             | 1982–1989           | 15 milhões         |
| Der Regenbogenfisch (Rainbow Fish)             | Marcus Pfister                                     | alemão          |                | 1992–presente       | 15 milhões         |

## Lista dos livros periódicos mais vendidos

### Mais de 100 milhões de cópias
| Livro                                         | Autor(es)                  | Língua original | Primeira publicação | Vendas aproximadas |
| --------------------------------------------- | -------------------------- | --------------- | ------------------- | ------------------ |
| 新华字典 (Xinhua Zidian / Xinhua Dictionary)  | Editor chefe: Wei Jiangong | chinês          | 1957                | 400 milhões        |
| Escotismo para Rapazes                        | Robert Baden-Powell        | inglês          | 1908                | 100–150 milhões    |
| The McGuffey Readers                          | William Holmes McGuffey    | inglês          | 1853                | 125 milhões        |
| Guinness World Records (publicado todo ano)   | vários autores             | inglês          | 1955–presente       | 115 milhões        |
| American Spelling Book (Webster's Dictionary) | Noah Webster               | inglês          | 1783                | 100 milhões        |

### Entre 50 milhões e 100 milhões de cópias
| Livro                                                                                 | Autor(es)       | Língua original | Primeira publicação    | Vendas aproximadas |
| ------------------------------------------------------------------------------------- | --------------- | --------------- | ---------------------- | ------------------ |
| World Almanac (publicado todo ano)                                                    | vários autores  | inglês          | 1868–76; 1886–presente | 80 milhões         |
| 六星占術によるあなたの運命 (Rokusei Senjutsu (Six-Star Astrology) Tells Your Fortune) | Kazuko Hosoki   | japonês         | 1986–presente          | 79 milhões         |
| Merriam-Webster's Collegiate Dictionary                                               | Merriam-Webster | inglês          | 1898                   | 55 milhões         |

### Entre 30 milhões e 50 milhões de cópias
| Livro                                                                     | Autor(es)                            | Língua original | Primeira publicação | Vendas aproximadas      |
| ------------------------------------------------------------------------- | ------------------------------------ | --------------- | ------------------- | ----------------------- |
| Roget's Thesaurus                                                         | Peter Mark Roget                     | Inglês          | 1852–               | 40 milhões              |
| できるシリーズ (Dekiru Series)                                            | Impress Dekiru Series Editorial Desk | japonês         | 1994–presente       | 40 milhões              |
| Better Homes and Gardens New Cook Book                                    | vários autores                       | inglês          | 1930–               | 38 milhões              |
| 수학의 정석 (The Art of Mathematics)                                      | Hong Sung-dae                        | coreano         | 1966–presente       | 37 milhões ~ 40 milhões |
| Oxford Advanced Learner's Dictionary                                      | A. S. Hornby                         | inglês          | 1948                | 30 milhões              |
| Alcoholics Anonymous Big Book                                             | Bill Wilson                          | inglês          | 1939                | 30 milhões              |
| Le guide Michelin France (The Michelin Guide France) (publicado todo ano) | vários autores                       | francês         | 1900–presente       | 30 milhões              |

### Entre 20 milhões e 30 milhões de cópias
| Livro                                     | Autor(es)                         | Língua original | Primeira publicação | Vendas aproximadas |
| ----------------------------------------- | --------------------------------- | --------------- | ------------------- | ------------------ |
| Betty Crocker Cookbook                    | vários autores como Betty Crocker | inglês          | 1955–               | 27 milhões         |
| 超図解シリーズ (Cho-Zukai series)         | X media                           | japonês         | 1996–2007           | 25 milhões         |
| 自由自在 (Jiyu Jizai)                     | vários autores                    | japonês         | 1953–presente       | 24 milhões         |
| 新明解国語辞典 (Shin Meikai kokugo jiten) | Tadao Yamada                      | japonês         | 1972                | 20.4 milhões       |
| English Grammar                           | Lindley Murray                    | inglês          | 1795                | 20 milhões         |

### Entre 10 milhões e 20 milhões de cópias
| Livro | Autor(es)           | Língua original | Primeira publicação | Vendas aproximadas                                         |
| --- | ------------------- | --------------- | ------------------- | ---------------------------------------------------------- |
| The Joy of Cooking                                                                                                 | vários autores      | inglês          | 1936                | 18 milhões                                                 |
| スーパーマップル (Super Mapple)                                                                                    | vários autores      | japonês         | 1991–presente       | 18 milhões                                                 |
| チャート式 (Chart Shiki)                                                                                           | vários autores      | japonês         | 1927–presente       | 17.44 milhões, somente para o primeiro ano do ensino-médio |
| 英語基本単語集 (Eigo Kihon Tangoshu) "Compilation of basic English vocabulary"                                     | Yoshio Akao         | japonês, inglês | 1942                | 17.2 milhões                                               |
| 試験に出る英単語 (Siken Ni Deru Eitango) "English vocabulary in examinations"                                      | Ichiro Mori         | japonês, inglês | 1967                | 15 milhões                                                 |
| 新英和中辞典 (Shin Eiwa Chu Jiten) "New English-Japanese-Chinese Dictionary"                                       | Shigeru Takebayashi | japonês, inglês | 1967                | 12 milhões                                                 |
| 広辞苑 (Kōjien) | Izuru Shinmura      | japonês         | 1955                | 11 milhões                                                 |
| 旺文社古語辞典 (Obunsha Kogo Jiten) "Obunsha Dictionary of Archaisms"                                              | Akira Matsumura     | japonês         | 1960                | 11 milhões                                                 |
| 三省堂国語辞典 (Sanseido Kokugo Jiten) "Sanseido Dictionary of the Japanese Language"                              | Kenbō Hidetoshi     | japonês         | 1960                | 10 milhões                                                 |
| 家庭に於ける實際的看護の秘訣 (Katei Ni Okeru Jissaiteki Kango No Hiketsu) "Key to Practical Personal Care at Home" | Takichi Tsukuda     | japonês         | 1925                | 10 milhões                                                 |
| C程序设计 (C Program Design)                                                                                       | Tan, Haoqiang       | chinês          | 1991                | 10 milhões                                                 |